# Централен стадион (Екатеринбург)
Цетралният стадион (на руски: Центральный стадион) е многофункционален стадион в Екатеринбург, Русия. На него домакинските си мачове играе местният „Урал“. Част от кандидатурата на Русия за Мондиал 2018.
Стадионът е открит през 1957 г. От 2006 г. е в реконструкция, открит е на 19 август 2011 г. Вместимостта му след реконструкцията е 27 000 зрители. За Световното първенство по футбол 2018 капацитетът е увеличен до 35 000 зрители с помощта на сгъваеми временни трибуни.
Теренът е с естествено покритие и съответства на стандартите на ФИФА и УЕФА. Има лекоатлетическа писта. Арената разполага 8 кабини за коментатори, пресцентър, фитнес съоръжения и ресторант.
През 2012 приема финала за Купата на Русия, спечелен от ФК Рубин Казан